# René Henry
René Henry est un footballeur français, né en 1919, qui évolue au poste d'ailier gauche de la moitié des années 1940 jusqu'à la fin des années 1940.